# Megumu Tamura
Megumu Tamura (Japó, 10 de gener de 1927), és un exfutbolista japonès.

## Selecció japonesa
Megumu Tamura va disputar 3 partits amb la selecció japonesa.